# Municipio de Green (condado de Gallia)
El municipio de Green (en inglés: Green Township) es un municipio ubicado en el condado de Gallia en el estado estadounidense de Ohio. En el año 2010 tenía una población de 5625 habitantes y una densidad poblacional de 56,86 personas por km².

## Geografía
El municipio de Green se encuentra ubicado en las coordenadas 38°48′35″N 82°16′44″O / 38.80972, -82.27889. Según la Oficina del Censo de los Estados Unidos, el municipio tiene una superficie total de 98.92 km², de la cual 98,27 km² corresponden a tierra firme y (0,66 %) 0,65 km² es agua.

## Demografía
Según el censo de 2010, había 5625 personas residiendo en el municipio de Green. La densidad de población era de 56,86 hab./km². De los 5625 habitantes, el municipio de Green estaba compuesto por el 93,88 % blancos, el 2,88 % eran afroamericanos, el 0,3 % eran amerindios, el 1,07 % eran asiáticos, el 0,3 % eran de otras razas y el 1,56 % eran de una mezcla de razas. Del total de la población el 0,82 % eran hispanos o latinos de cualquier raza.